# Zentrifugalkompressor

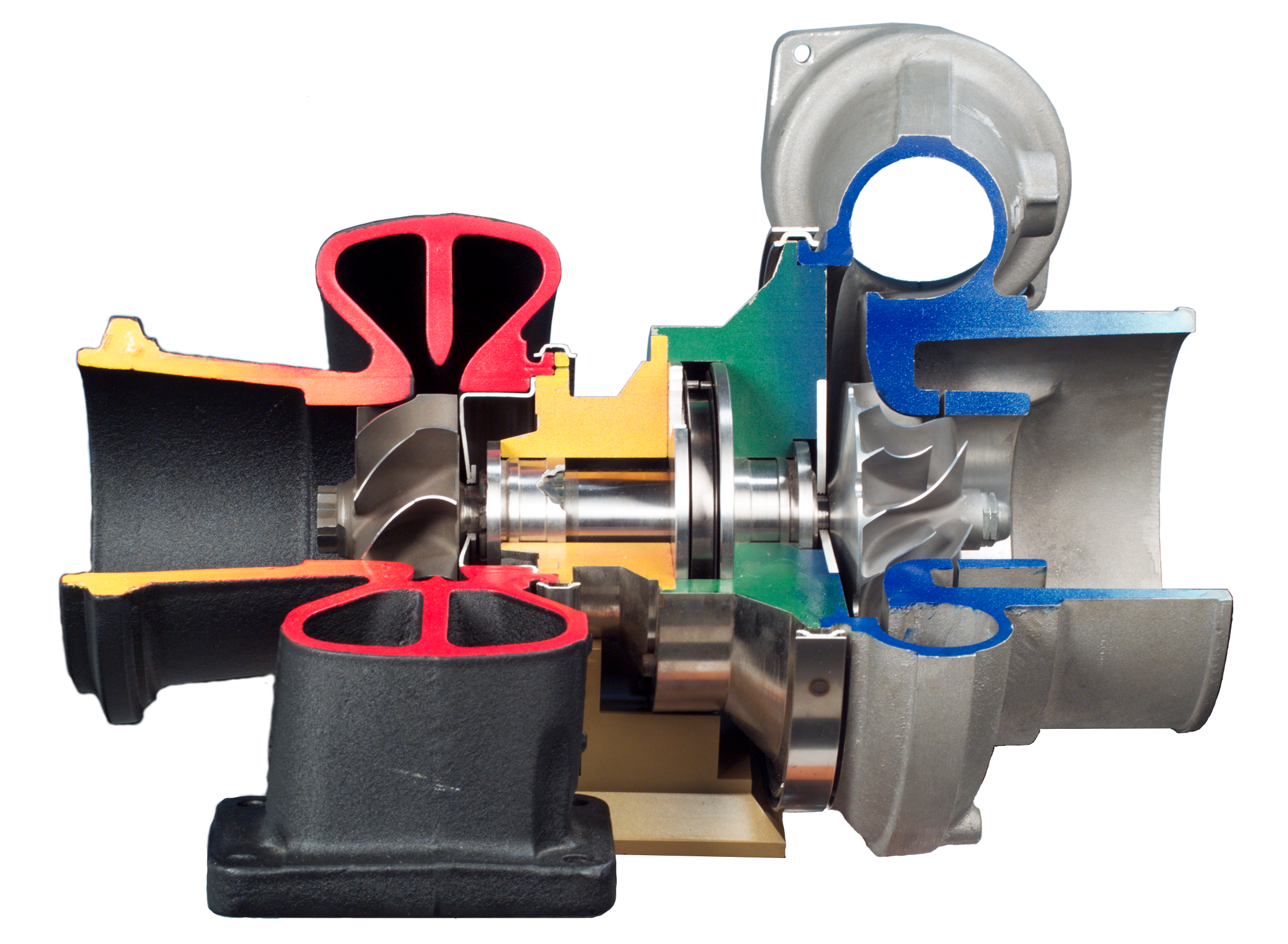
Turbolader: Abgasturbine (rot) links, Radialverdichter (blau) rechts

Der Zentrifugalkompressor oder auch Radialverdichter ist ein Turbokompressor bzw. -verdichter, bei dem das zu komprimierende Gas durch ein in einem angepassten Gehäuse laufendes Flügelrad in Rotation versetzt und von innen nach außen beschleunigt wird. Im anschließenden Diffusor wird die Bewegungsenergie in Druck umgewandelt. Radialverdichter werden für Druckverhältnisse von 1,2 bis 4, selten auch 6 ausgeführt.

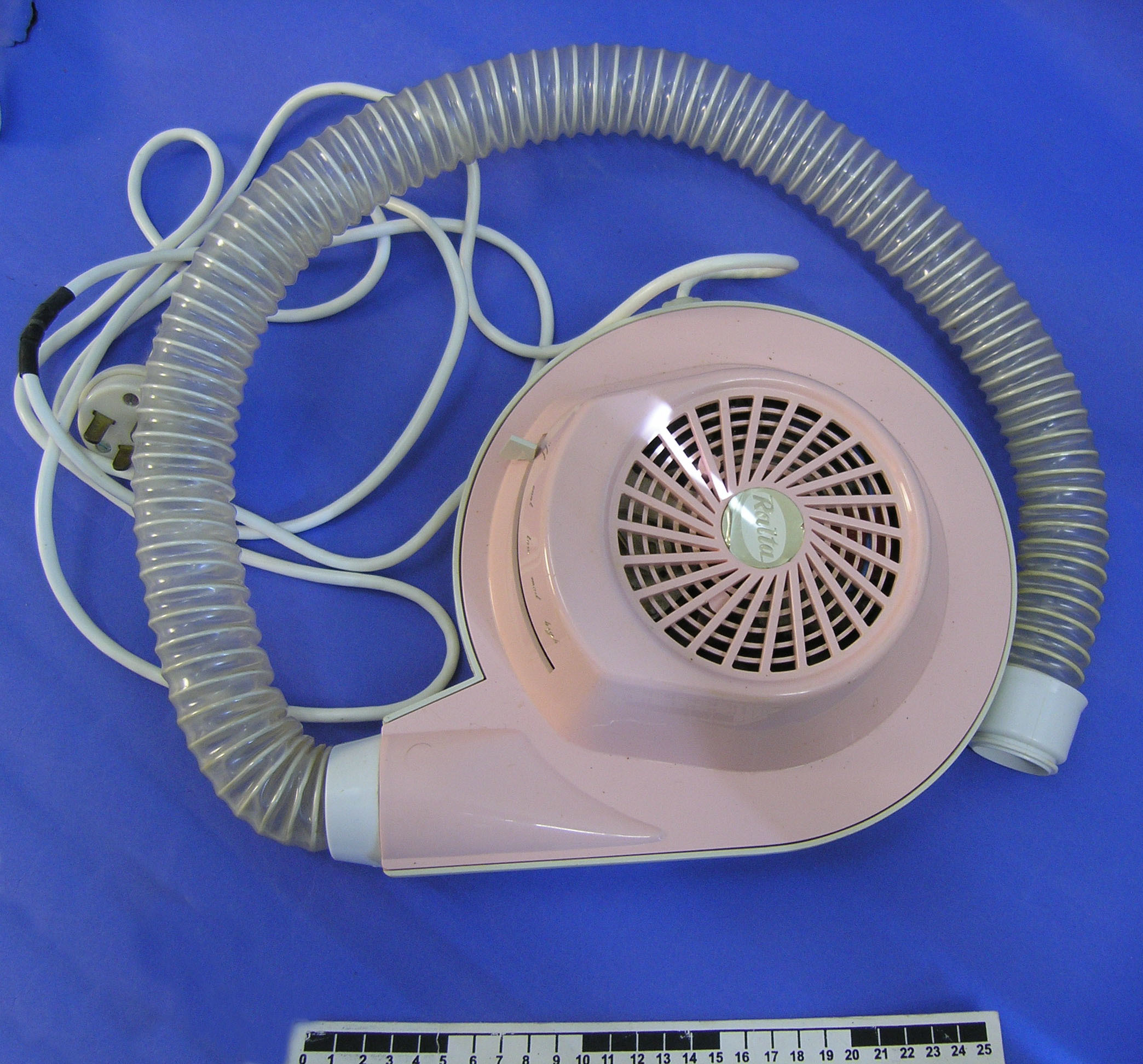
Haartrockner (ca. 1958) in typischer Radialverdichterform: Lufteinlass in der Mitte, Auslass außen

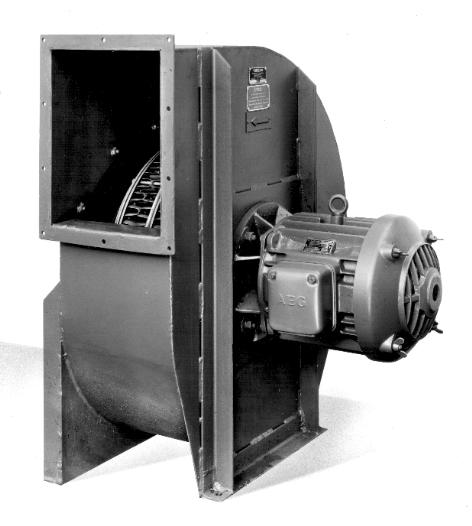
Radialventilator für Lüftungsanlagen

Diese Bauweise ist weit verbreitet, vor allem in Geräten, die einstufig aufgebaut sind, wie beispielsweise Händetrockner, Staubsauger, Haartrockner, Lüftungsventilatoren, sie wird aber auch zur Aufladung von Verbrennungsmotoren eingesetzt. Die Antriebsleistung stammt dort entweder über ein Übersetzungsgetriebe von der Kurbelwelle oder über eine Turbine vom Abgasstrom des Motors – in letzterem Fall handelt es sich um einen Abgasturbolader. Früher gab es häufig auch Strahltriebwerke mit einem oder mehreren Zentrifugalkompressoren. Durch die komplizierte Strömungsrückführung in die nächste Verdichterstufe verwendet man heute in der Regel maximal eine abschließende Radialverdichterstufe (bspw. Pratt & Whitney Canada JT15D). In großen Triebwerken werden überwiegend Axialkompressoren verwendet, da diese für die höheren Massenströme besser geeignet sind. Als wesentlicher Vorteil eines Radialverdichters ist sein hoher Druckaufbau im Vergleich zu einem Axialverdichter zu nennen, dessen Druckaufbau in einer Stufe lediglich bei 1,2 bis 1,5 liegt.

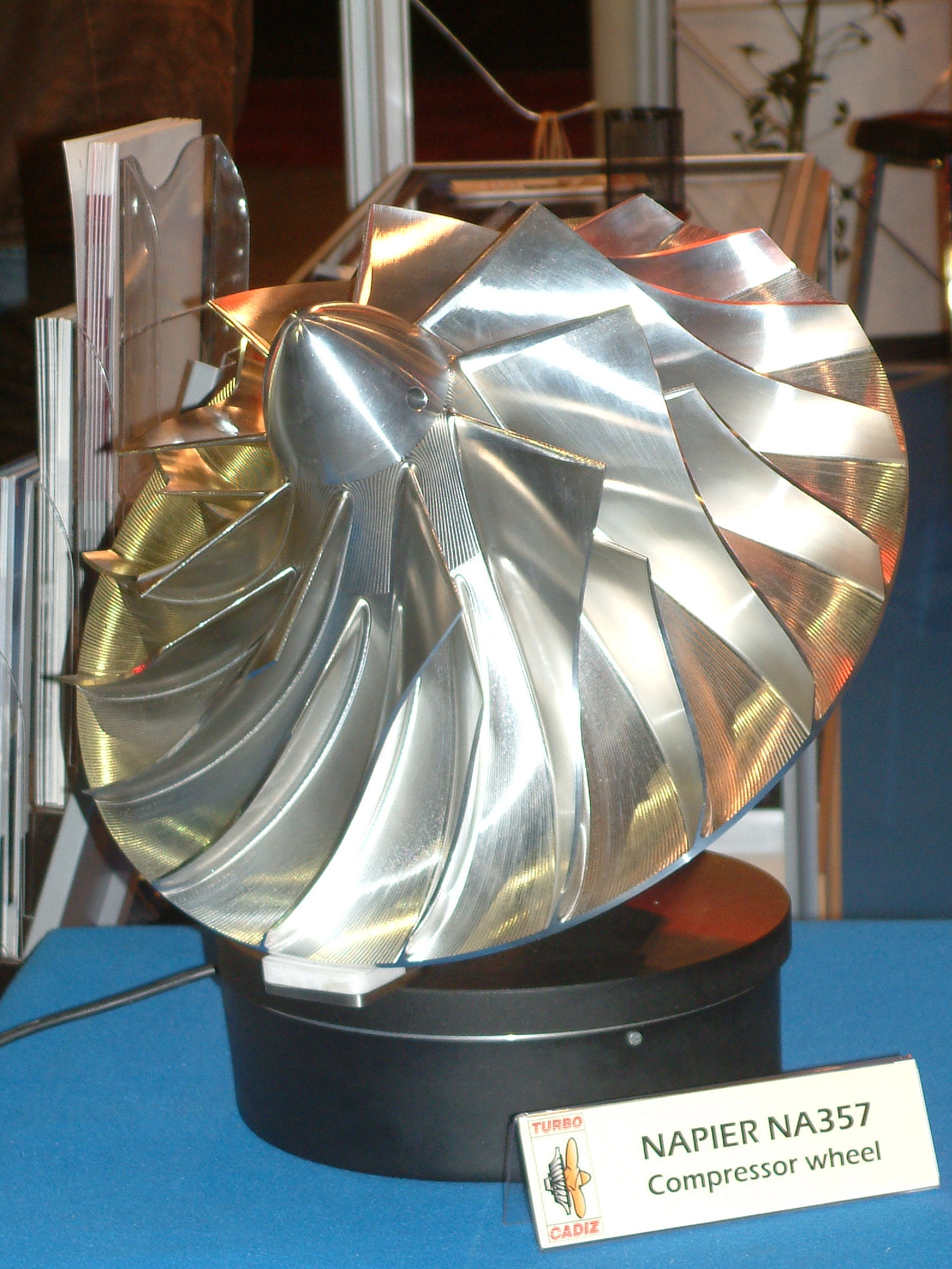
Laufrad eines Zentrifugalkompressors mit Splitblade. Seine Oberfläche ist poliert, um Reibungsverluste zu minimieren.

## Splitblade
Im Gegensatz zu einem Axialverdichter besitzen Radialverdichter gelegentlich zwei verschiedene Schaufelblatttypen, jeweils im Wechsel. Dabei ist das Hauptschaufelblatt das größere und reicht weit an die Einlassöffnung, während das sogenannte Splitblade erst deutlich später im Gasstrom beginnt und deutlich kleiner ist – es nutzt den größer werdenden Abstand zwischen den Hauptblättern.